# Wing Commander: Armada
Wing Commander: Armada es un juego de ordenador situado en el universo de Wing Commander una franquicia de Chris Roberts. Creado por Origin Systems y distribuido por Electronic Arts en 1994, Armada fue el primer juego oficial de la serie Commander en presentar el modo multijugador. Este juego fue lanzado poco antes Wing Commander III: Heart to the Tiger y presenta un motor gráfico nuevo, capaz de renderizar totalmente en tres dimensiones los modelos de las naves, el cual es más potente que el utilizado en Wing Commander II: Vengeanze of Kilrathi. Esto es el resultado de Origin utilizando Armada como "banco de prueba" para el motor de Wing Commander III; Armada aun así carece de la prestación en alta resolución SVGA que fue introducido en el tercer capítulo de la serie.
Mientras el fondo de Armada está proporcionado por la guerra Humano - Kilrathi, el juego no expande la historia principal, pues más bien es concebido como un producto independiente.

## Jugabilidad (gameplay)
Armada se puede disfrutar a fondo en el modo de un solo jugador con el jugador enfrentándose a los oponentes controlados por computadora en diferentes modos de juego. Sin embargo, la característica más esperada de Armada se encuentra en el soporte al modo multijugador. Hasta dos jugadores pueden jugar los distintos modos de juego, enfrentamiento o cooperación, mediante la conexión de dos ordenadores, ya sea a través de módem o de red, o eventualmente con una sola computadora con la característica de "pantalla dividida" de Armada. Los modos de juego destacados son los siguientes:

### Batalla
Disponible sólo en modo multijugador, este tipo de juego consta de un enfrentamiento entre dos jugadores. Cada jugador escoge uno de los luchadores disponibles entre aquellos del inventario Confed y Kilrathi, entonces la lucha empieza. El jugador que es capaz de destruir a su adversario es el ganador .

### Gauntlet
Este modo de juego es muy parecido al "Gauntlet" de Wing Commander: Academy y está disponible en ambos modos, un solo jugador y multijugador, donde habilita a dos jugadores a luchar cooperativamente contra las naves controladas por el ordenador. El jugador escoge un bando entre el Terran Confederation o el Kilrathi Empire, entonces tendrá que afrontar 15 niveles, cada uno constando de tres olas separadas de luchadores enemigos; cuando el "Gauntlet" progresa aumenta la fuerza, número y habilidad de las naves enemigas. El juego acaba cuándo el jugador es capaz de batir la última ola o su nave es destruida (en multijugador siempre que uno de los jugadores es destruido se acaba el juego). A diferencia de Academy, donde el jugador podría escoger qué caza va a volar en el "Gauntlet", en Armada el jugador empieza volar ya sea el Arrow o el caza ligero Dralthi, entonces según progresa el juego se moverá a cazas medios y pesados.
Una característica que no estaba presente en la versión comercial de Armada podría habilitarse mediante la instalación de un parche de Origin en su página web: la característica nueva proporcionó un código en cada nivel, permitiendo al jugador retomar el "Gauntlet" en el nivel que corresponde al código, sin el requisito de jugar a través de todas las olas anteriores.

### Armada
Es el modo de juego principal presentado en Armada, disponible tanto para un jugador (jugador vs. ordenador) como multijugador (jugador vs. jugador). Armada es una estrategia conducida del modo de juego que tiene lugar en un sector espacial generado aleatoriamente el cual está representado en la pantalla principal del juego: los puntos indican sistemas estelares conectados a través de una o más líneas que representan las rutas espaciales disponibles para las naves. Los jugadores escogen un bando (Confederación o Kilrathi) para jugar con él y se inicia el juego con sus fuerzas colocadas en lados opuestos del sector.
Desde ambos lados comienzan con un portanaves (carrier) y un complemento de dos cazas ligeros, los jugadores pueden construir minas en los planetas que visitan para reunir recursos con qué construir astilleros para más cazas o fortalezas para defender planetas concretos. La acción tiene lugar en turnos: durante un turno un jugador puede mover sus barcos o construir minas/astilleros/fortalezas, mientras el otro tiene que espera a su propio turno. El juego se acaba cuándo un jugador es capaz de localizar al portanaves adversario y atacarlo con cazas pesados: si el ataque tiene éxito saldrá una cinemática del portanaves estallando y entonces finaliza el juego.

### Campaña
El modo de "Campaña" es muy parecido al modo "Armada" y básicamente consta de 11 escenarios para jugar siguiendo las mismas reglas del modo "Armada". Para progresar al nivel siguiente uno de los bandos tiene que ser derrotado (su portanaves destruido). Al final del último nivel, dependiendo de los puntos reunidos durante todos los enfrentamientos, un bando resulta el ganador global y una cinemática de la Tierra o Kilrah estallando es mostrada. El modo "Campaña" puede ser jugado tanto en modo un jugador como multijugador.